# Rhampholeon princeeai
Rhampholeon princeeai — вид ігуаноподібних ящірок родини хамелеонових (Chamaeleonidae). Ендемік Танзанії. Описаний у 2022 році.

## Поширення і екологія
Rhampholeon princeeai відомі з типової місцевості, розташованої на території заповідника Мкінгу в горах Нгуру, на висоті 1870 м над рівнем моря. Вони живуть у вологих гірських тропічних лісах.